# أليكس هاميل
أليكس هاميل (بالإنجليزية: Alex Hamill)‏ (30 أكتوبر 1961 في المملكة المتحدة - ) هو لاعب كرة قدم بريطاني في مركز الظهير. لعب مع توتنهام هوتسبير وهارت أوف ميدلوثيان وهاميلتون أكاديميكال ونادي إيست فيف وفورفار أثلتيك ‏ ونادي كاودينبيث لكرة القدم.